# Породичне вредности
Породичне вредности су традиционалне или културне вредности које се односе на породичну структуру, функцију, улоге, уверења, ставове и идеале.
У друштвеним наукама, термин "традиционална породица" односи се на нуклеарну породицу - заједницу у којoј се подиже дете, састављену од оца као хранитеља, мајке домаћице и њихове биолошке деце; социолози су раније поменули овај модел као норму.
Породица која одступа од овог модела сматра се нетрадиционалном. Међутим, у већини култура већином је најчешћи модел проширене породице уместо нуклеарне, а нуклеарна породица је постала најчешћи облик у САД 60-их и 70-их година прошлог века.

## Дефиниција
Неколико познатих речника на интернету дефинишу "породичне вредности" на следеће начине:
- "морални и етнички принципи традиционално подржани и преношени унутар породице, као искреност, лојалност, марљивост и вера."[3]
- "вредности посебно традиционалне или конзервативне врсте које промовишу здраво функционисање породице и јачање друштва."[4]
- "вредности које се традиционално науче или ојачавају унутар породице, као што су оне са високим моралним стандардима и дисциплином."[5]

## У политици
Фамилијализам је идеологија која ставља породицу и породичне вредности као приоритет. Фамилијализам даје приоритет потребама породице у односу на потребе појединаца и заговара систем социјалне заштите где породице, а не влада, преузимају одговорност за бригу о својим члановима.
У САД, конзервативци су користили банер "породичних вредности" у борби против абортуса, права хомосексуалаца и главних феминистичких циљева.

## У култури

### Саудијска култура
Тумачења исламских учења и арапска култура уобичајене су за већину Саудијаца. Ислам је покретачка културна сила која диктира подређеност Божјој вољи.
Саудијска породица обухвата проширене породице, јер проширена породица особи пружа осећај идентитета. Отац је често хранитељ и заштитник породице, док је мајка често домаћица и примарни старатељ деце. Родитељи уживају велико поштовање, а деца се снажно охрабрују да поштују и слушају своје родитеље. Породице често пружају негу за старије. Донедавно, домови су се сматрали културно неприхватљивим, јер се очекује од породице и пријатеља да пруже старијима негу.

### Култура САД
У социолошком смислу, нетрадиционалне породице чине већину америчких домаћинстава. Од 2014. године, само 46% деце у САД живи у традиционалној породици, док је 1980. године било 61%. Овај број укључује само породице са родитељима који су у првом браку, а проценат деце која једноставно живе са два венчана родитеља је 65% од 2016. године. Међутим, многи сматрају да је нуклеарна породица нит која држи друштво заједно и раде на промовисању породичних вредности.